# الجامع الكبير (الحديدة)
الجامع الكبير أو جامع الحديدة الكبير هو جامع تاريخي قديم من مساجد مدينة الحديدة وأشهرها، ويقع في حارة داخل السور، بني في سنة 1111هجرية، ينسب بناؤه إلى فاطمة بنت أحمد الزرقا ابنة أحد تجار مدينة الحديدة الذي قدموا من عُمان إلى الحديدة.

## تاريخ
يعود بناء الجامع الكبير في الحديدة إلى سنة 1111 هجرية وينسب بناء الجامع إلى فاطمة بنت أحمد الزرقا وتعود أصولها إلى عمان وقد قدم والدها إلى مدينة الحديدة واستقر فيها وعمل تاجرا، ثم قام حمدون الجويد بتوسعة الجامع من الجهة الشرقية، وفي سنة 1255 هجرية قام محمد دحمان بادويلان بتطوير الجامع وبناء خمسة صفوف الجامع وبناء حمامات الجامع ومنارة الجامع، وفي سنة 1370 هجرية قام ولي عهد المملكة المتوكلية سيف الإسلام محمد البدر برفع أسقف الجامع وإصلاحها وتسوية ارتفاع جميع السقوف، وفي سنة 1394 هجرية أمر محافظ محافظة الحديدة سنان أبو لحوم بهدم الجامع الكبير في الحديدة لإعادة بناء المسجد من جديد وتسوسعته، وفي العام 1411هجرية أعيد بناء أسقف الجامع على نفقة تجار مدينة الحديدة.